# Los papeles póstumos del Club Pickwick
Los papeles póstumos del Club Pickwick, también conocida como Los papeles del Club Pickwick (en inglés, The Posthumous Papers of the Pickwick Club), fue la primera novela publicada por el escritor británico Charles Dickens. Está considerada como una de las obras maestras de la literatura inglesa.
Inicialmente fue publicada por entregas mensuales entre abril de 1836 y noviembre de 1837, y cada una de sus entregas se convertía en un acontecimiento literario. En un principio, la obra debía ser una narración inspirada en los grabados que había realizado Robert Seymour acerca de un "club Nimrod" de cazadores cómicamente inexpertos, pero el texto no tardó en imponerse a su ilustración. 
En torno al protagonista se agrupa un club de extravagantes personajes, cuyas peripecias, narradas con gran sentido del humor, pueden interpretarse como una sátira de la filantropía. La figura más notable de la novela, después de la de Pickwick, es la de su criado Sam Weller.

## Argumento
El protagonista de la novela, el señor Samuel Pickwick, es un anciano caballero, fundador del Club Pickwick. La novela se centra en las aventuras del señor Pickwick junto a sus amigos, los otros tres "Pickwickianos", los señores Nathaniel Winkle, Augustus Snodgrass, y Tracy Tupman, quienes emprenden un divertido viaje por lugares remotos de Inglaterra mientras informan sobre sus hallazgos a los otros miembros del club. El desarrollo de estas experiencias de sus viajes por la campiña inglesa son el tema principal de la novela.

## Personajes

### Principales
- Samuel Pickwick: el protagonista principal y fundador del Pickwick Club. Siguiendo su descripción en el texto, los ilustradores suelen representar a Pickwick como un caballero corpulento de rostro redondo, bien afeitado y con gafas.
- Nathaniel Winkle: un joven amigo de Pickwick y su compañero de viaje; se considera deportista, aunque resulta peligrosamente inepto en el manejo de caballos y armas.
- Augustus Snodgrass:  otro joven amigo y compañero; se considera a sí mismo un poeta, aunque no se menciona nada de su propia poesía en la novela.
- Tracy Tupman: el tercer compañero de viaje, un hombre gordo y de mediana edad que sin embargo se considera un amante romántico.
- Sam Weller: un cockney, valet (ayuda de cámara) del señor Pickwick y una fuente de proverbios y consejos idiosincráticos.
- Tony Weller: el padre de Sam, un cochero locuaz.
- Alfred Jingle: un actor ambulante y charlatán, conocido por contar anécdotas extrañas con un estilo desarticulado y extravagante.[3]

### Secundarios
- Joe, el "niño gordo" - que consume grandes cantidades de comida y se duerme constantemente en cualquier situación y en cualquier momento del día. El problema del sueño de Joe es el origen del término médico síndrome de Pickwick, que finalmente llevó a la descripción posterior del síndrome de hipoventilación por obesidad.
- Job Trotter - el astuto sirviente del señor Jingle, cuya verdadera astucia solo se ve en las primeras líneas de una escena, antes de adoptar su habitual pretensión de mansedumbre.
- Sr. Wardle - propietario de una granja en Dingley Dell. Amigo del Sr. Pickwick, se conocieron en la revista militar en Rochester. Joe es su sirviente.
- Rachael Wardle - la hermana solterona del Sr. Wardle, que intenta en vano fugarse con el inescrupuloso Jingle.
- Sr. Perker - abogado del Sr. Wardle y más tarde del Sr. Pickwick.
- Mary - "una sirvienta bien formada" y "Valentine" de Sam Weller.
- Sra. Martha Bardell - la casera viuda del Sr. Pickwick que presenta un caso en su contra por incumplimiento de promesa.
- Emily Wardle - una de las hijas del Sr. Wardle, muy encariñada con el Sr. Snodgrass.
- Arabella Allen - amiga de Emily Wardle y hermana de Ben Allen. Más tarde se fuga con el Sr. Winkle y se casa con él.
- Benjamin "Ben" Allen - hermano de Arabella, un estudiante de medicina disipado.
- Robert "Bob" Sawyer - amigo y compañero de estudios de Ben Allen.

## Influencia y legado

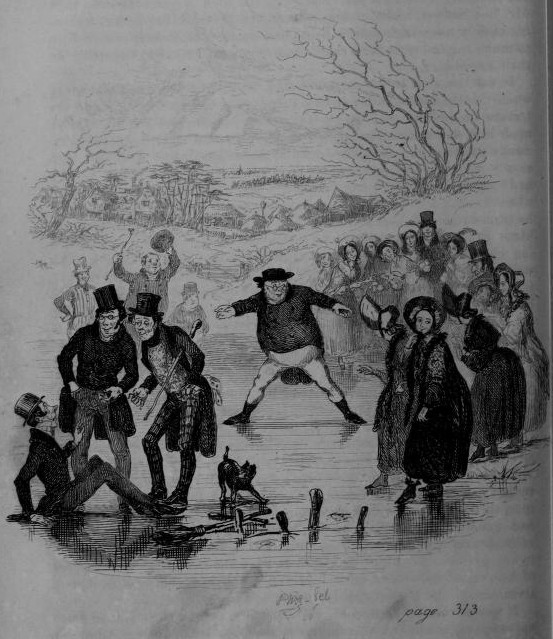
El señor Pickwick patina.

La popularidad de The Pickwick Papers generó muchas imitaciones y secuelas impresas, así como clubes y sociedades inspirados en el club de la novela. Un ejemplo es el todavía en funcionamiento Pickwick Bicycle Club en Londres, que se fundó en 1870, el mismo año de la muerte de Charles Dickens. Otros clubes, grupos y sociedades que operan bajo el nombre de "The Pickwick Club" han existido desde la publicación original de la historia.
En 1837, Charles Dickens le escribió a William Howison sobre el Edinburgh Pickwick Club. Dickens aprobó el uso del nombre y la celebración de los personajes y el espíritu de la novela. El escribió:
Si una palabra de aliento de mi parte, como dices, puede darle una doble vida, será el club más animado de todo el Imperio, desde este momento; les envío un deseo sincero por su bienestar y prosperidad continuo durante mucho tiempo, es libremente suyo. El corazón del Sr. Pickwick está siempre entre ustedes.
Otros clubes conocidos incluyen reuniones a partir de diciembre de 1836 en el este de Londres y una reunión en el Sun Tavern en Long-acre en Londres. Dickens escribió al secretario de este último club en 1838 sobre su asistencia a una reunión:
Si la cena del Pickwick Club hubiera sido el lunes de la semana, me habría sumado a ella con todo el placer que fácilmente imaginarán este gratificante recuerdo de mis obras por parte de tantos caballeros, despierta en mi mente.
En muchos clubes de Pickwick, los miembros pueden adoptar los nombres de los personajes de la novela. El sitio web del Pickwick Bicycle Club indica que "Nuestras reglas establecen que 'Cada miembro adoptará el sobrenombre asignado por el Comité de Gestión, siendo el nombre de algún personaje masculino en los Pickwick Papers, y será tratado como tal en todas las reuniones del Club'."
Las imitaciones / plagios publicados sumultaneamente que los Pickwick Papers de Dickens incluyen "Pickwick Abroad" de G. W. M. Reynolds; o The Tour in France.

### Traducciones
En 1838 Eugénie Niboyet hizo una traducción de los Pickwick Papers en francés.
En 1868 Benito Pérez Galdós hizo una traducción de los Pickwick Papers en español. Como otros, el novelista español vio en la obra la influencia de Cervantes.